# HQ High Quality
HQ High Quality war eine „Zeitschrift über das Gestalten, das Drucken und das Gedruckte“, wie es auf dem Zeitschriftentitel hieß. Von 1985 bis 1997 erschienen 39 Ausgaben unter der Chefredaktion von Günter Braus und Rolf Müller. Herausgeber der Zeitschrift war die Heidelberger Druckmaschinen AG. HQ wollte „ein gemeinsames Podium sein für Entwerfer und Setzer und Lithografen und Papierhersteller und Drucker und und und“.

## Idee
HQ entstand aus der Idee heraus, Drucker und Entwerfer ins Gespräch zu bringen, indem die Entwürfe so gut lithografiert und so raffiniert gedruckt wurden wie irgend möglich. Schlechte Entwürfe werden durch guten Druck nicht besser; gute Entwürfe, schlecht gedruckt, sind für die Katz’. Mit der Zeitschrift warb der Herausgeber für die hohe technische Qualität seiner Druckmaschinen.

## Konzept

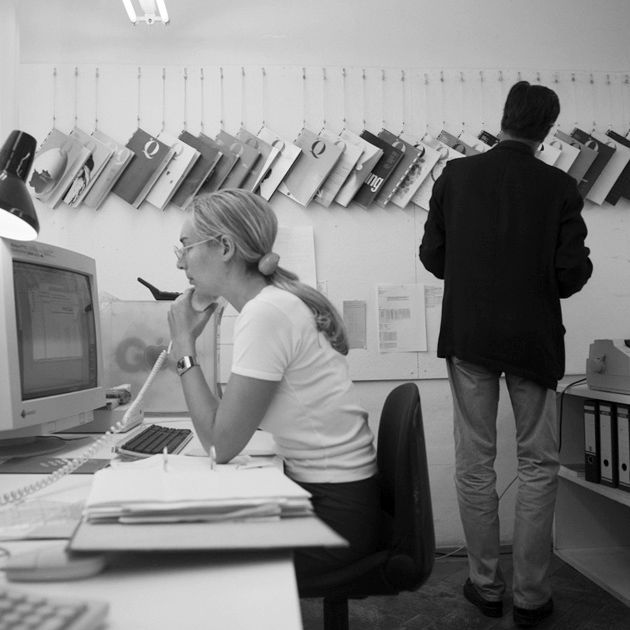
Rolf Müller, 2001 in seinem Büro in München vor gesammelten Ausgaben der Zeitschrift HQ

Im Jahr erschienen drei Hefte. Jedes Heft hatte 72, manchmal 80 Seiten Umfang. Die Rückseite war der Heidelberger Druckmaschinen AG vorbehalten. Die Heftstruktur war bis Nummer 30 weitgehend konstant: auf je 8 Seiten wurden drei internationale Gestalter – aus den Bereichen Grafik-Design, Fotografie, Illustration, Typografie – in Wort und Bild vorgestellt, die restlichen Seiten waren einem Thema gewidmet. Das Thema wurde in Form von Reportagen, Essays, Illustrationen und Fotos von verschiedenen Autoren behandelt. Rolf Müller, seit 1976 Mitglied der Alliance Graphique Internationale (AGI), nutzte bei der Auswahl der Gestalter dieses weltweite Netzwerk kollegial verbundener Grafiker. HQ ist mit seinen 39 Hefte zu einem Nachschlagewerk über internationale Gestaltung der 1980er- und 1990er-Jahre geworden.
Ab Heft HQ 31 stand im ersten Teil des Heftes jeweils eine Stadt im Mittelpunkt, in der das Gestalten, Verlegen, Drucken, die Typografie eine wichtige Rolle spielte. Im zweiten Teil des Heftes wurde eine Auswahl von Arbeiten internationaler und nationaler Preisträger vorgestellt – Plakate, Bücher, Logos, Erscheinungsbilder, Orientierungssysteme, Werbekampagnen, Verpackungsdesign.

## Umsetzung
Für die Gestaltung der Hefte war das Büro Rolf Müller verantwortlich und die Drucker der Heidelberger Druckmaschinen AG legten sich für die Gestalter  ins Zeug. In jedem Heft wurde ausführlich die Herstellung dokumentiert. Beschrieben wurden die Reproduktionstechnik, die Satzherstellung im Fotosatz mit Nennung der Schriften und Schriftentwerfer, die unterschiedlichen Papiere mit ihren Grammaturen, die buchbinderische Verarbeitung und die Drucktechnik. Für jeden Druckbogen wurden die Farben gelistet, denn außer den Farben der Euro-Skala kamen immer auch Sonderfarben zum Einsatz: Silber, Metallicblau, Reichbleichgold, Leuchtgelb und die Skala der Pantone-Farben hoch und runter. Und natürlich wurde in einigen Heften auch geprägt und gestanzt.

## Redaktion, Herausgeber, Verlag und Vertrieb
Die Chefredaktion lag in den Händen von Günter Braus und Rolf Müller. Im Redaktionsbeirat saßen: Peter von Kornatzki, Claus Heinrich Meyer und Allan Porter. Herausgeber war die Heidelberger Druckmaschinen AG, in deren Abteilung Druckformtechnik alle Reproduktionen hergestellt und auf deren Maschinen alle Hefte gedruckt wurden. Sitz des Verlages High Quality ggmbh war Heidelberg.
Die Auflage je Heft lag bei 15.000 Exemplaren. 1985 kostete das Einzelheft 15,– DM, im Jahresabonnement kosteten drei Hefte 45,– DM. 1997 lagen die Preise bei 23,– DM und 75,– DM. Alle Hefte waren frei von Anzeigen.

## Themen und Gestalter

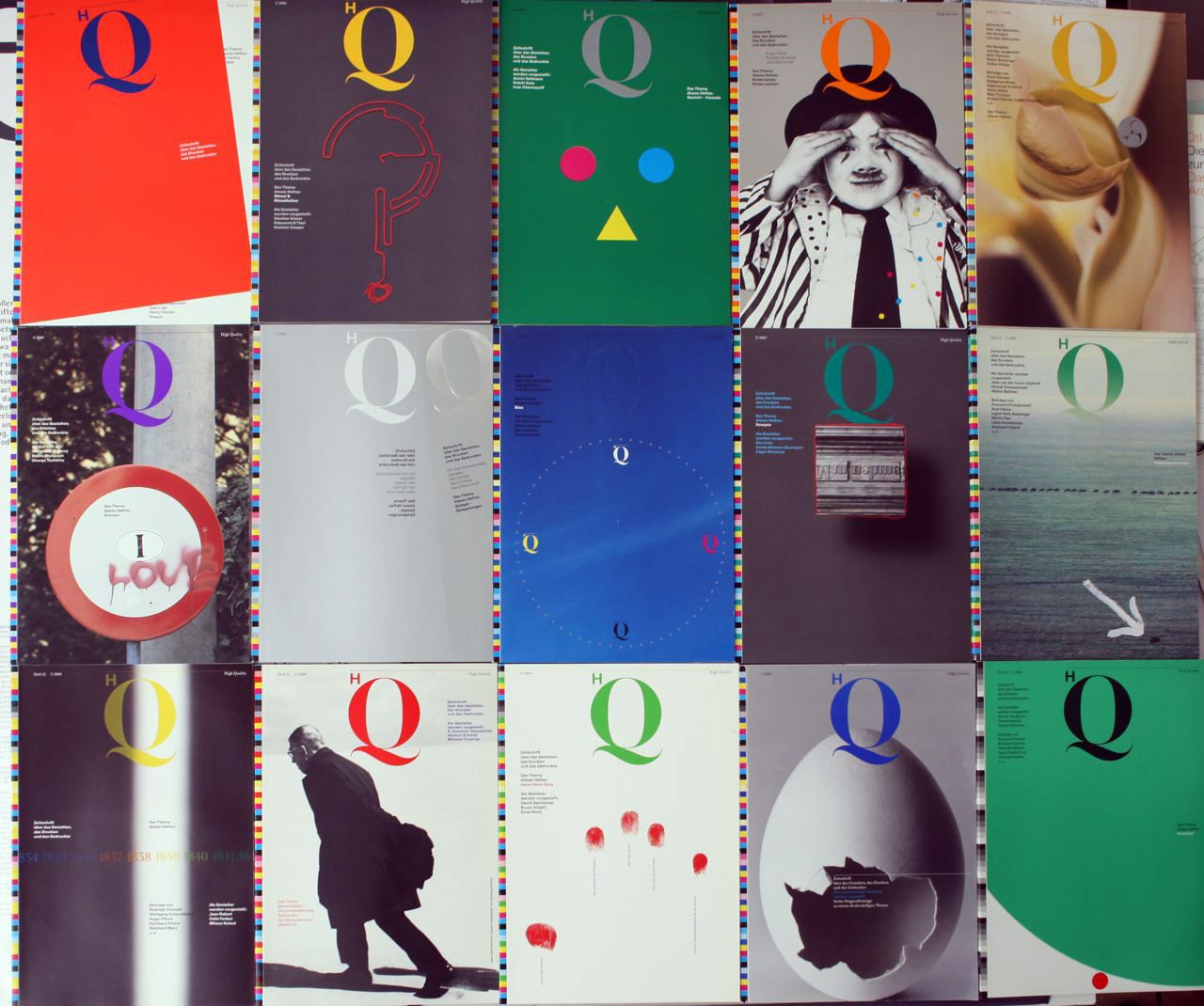
Diverse Titel des Magazins High Quality, 1985–1997

- HQ 1 1/1985: Denkmal. Roman Cieślewcz (Paris), Anton Stankowski (Stuttgart), James Cross (Los Angeles).
- HQ 2 2/1985: Kinderspiele, Kinder spielen. Roger Pfund (Genf), Rudolph de Harak (New York), John McConnel (London).
- HQ 3 3/1985: Spiegel – Spiegelungen. Ikko Tanaka (Tokio), Gert Dumbar (Den Haag), Hans Peter Hoch (Stuttgart).
- HQ 4 1/1986: Grenzen. Waldemar Swierzy (Warschau), Bruno Monguzzi (Meride, Schweiz), George Tscherny (New York).
- HQ 5 2/1986: Rätsel & Räteselhaftes. Günther Kieser (Frankfurt am Main), Odermatt & Tissi (Zürich), Heather Cooper (Toronto).
- HQ 6 3/1986: Hand-Werk-Zeug. David Gentleman (London), Bruno Oldani (Oslo), Ernst Roch (Montreal).
- HQ 7 1/1987: Blau. Ruedi Külling (Zürich), Mel Calman (London), Tomás Gonda (New York).
- HQ 8 2/1987: Rezepte. Ken Cato (Melbourne), Isolde Monson-Baumgart (Frankfurt am Main), Edgar Reinhard (Zürich).
- HQ 9 3/1987: Gesicht – Fassade. Armin Hofmann (Basel), Koichi Sato (Tokio), Ivan Chermayeff (Now York).
- HQ 10 1/1988: Der rechte Winkel. Italo Lupi (Mailand), Henry Steiner (Hongkong), Grapus (Paris).
- HQ 11 2/1988: Die immerwährende Sehnsucht des Menschen nach überall hin. Karl Domenic Geissbühler (Zürich), Helmut Schmid (Osaka), Michael Foreman (London).
- HQ 12 3/1988: … 1839 … Jean Robert (Zürich), Colin Forbes (New York), Mitsuo Katsui (Tokio).
- HQ 13 1/1989: Kontraste. Yarom Vardimon (Jerusalem), Gene Federico (New York), Gunter Rambow (Frankfurt am Main).
- HQ 14 2/1989: Randerscheinungen. Jelle van der Toorn Vrijthoff (Amsterdam), Henrik Tomaszewski (Warschau), Walter Ballmer (Mailand).
- HQ 15 3/1989: Blüten. Alan Fletcher (London), Pieter Brattinga (Amsterdam), Volker Pfüller (Berlin).

- HQ 16 1/1990: Störungen. Wolfgang Weingart (Basel), Lorraine Ferguson (New York), April Greiman (Los Angeles).
- HQ 17 2/1990: Links–Rechts. Michael Beirut (New York), Ben Oyne (Paris), Werner Jeker (Lausanne).
- HQ 18 3/1990: Geister. Shin Matsunaga (Tokio), Hans Kentie (Leusen, Niederlande), R.O. Blechman (New York).
- HQ 19 1/1991: Kreise. Derek Birdsall (London), Morteza Momayez (Teheran), Tomoko Miho (New York).
- HQ 20 2/1991: Arche Noah. Das Projekt „Für eine Zukunft mit Zukunft“ (Schweiz), Richard Saul Wurman (New York), Takaaki Bando (Tokushima).
- HQ 21 3/1991: Hinweise. Wolfgang Schmidt, die Anzeigenkampagne „great ideas“, die Zeitschrift „octavo“ aus London.
- HQ 22 1/1992: Lachen. Stuart Ash (Toronto), AG Fronzoni (Mailand), David Hillmann (London).
- HQ 23 2/1992: Raster. Paul Rand (Weston, CT USA), Baumann & Baumann (Schwäbisch Gmünd), Olle Eksell (Stockholm).
- HQ 24 3/1992: Weiß. 30 Plakate zum Thema Umwelt (Weltweit), Masato Tsukamoto (Tokio), Seymour Chwast (New York).
- HQ 25 1/1993: Paare. Donald Evans (Amsterdam), Bradbury Thompson (Riverside, CT USA), Projekt: Passagen. Nach Walter Benjamin (Bremen).
- HQ 26 2/1993: Fleisch. Tom Eckersley (London), Andreas Stötzner (Leipzig), Ruedi Baur (Paris).
- HQ 27 3/1993: Oben Unten. Almir Mavignier (Hamburg), Yü Bingnan (Peking), Henry Wolf (New York).
- HQ 28 1/1994: Reste. Paul Brühwiler (Zürich), Louis Silverstein (New York), Frieder Grindler (Abtsgmünd).
- HQ 29 2/1994: Schulen. Die Abteilung Visuelle Kommunikation an der HfG Ulm 1951 bis 1968.
- HQ 30 3/1994: … abgelehnt. 56 Gestalter aus aller Welt zeigen Entwürfe, die nicht realisiert wurden.
- HQ 31 1/1995: Leipzig. Bestes vom Besten. Wettbewerbsergebnisse aus aller Welt.
- HQ 32 2/1995: London. Bestes vom Besten. Wettbewerbsergebnisse aus aller Welt.
- HQ 33 3/1995: Moskau. Bestes vom Besten. Wettbewerbsergebnisse aus aller Welt.
- HQ 34 1/1996: Chicago. Bestes vom Besten. Wettbewerbsergebnisse aus aller Welt.
- HQ 35 2/1996: Kairo. Bestes vom Besten. Wettbewerbsergebnisse aus aller Welt.
- HQ 36 3/1996: Heidelberg. Bestes vom Besten. Wettbewerbsergebnisse aus aller Welt.
- HQ 37 1/1997: Den Haag – ’s-Gravenhage. Bestes vom Besten. Wettbewerbsergebnisse aus aller Welt.
- HQ 38 2/1997: Beijing. Bestes vom Besten. Wettbewerbsergebnisse aus aller Welt.
- HQ 39 3/1997: Utopia.

## Auszeichnungen
- 1985 Erster Preis der „International Gallery of Superb Printing Awards“
- 1989 Goldmedaille des Art Director Club New York
- 1993 Auszeichnung für „Höchste Designqualität“ von der Allianz deutscher Designer

## Galerie
Ausschnitte aus einem Poster zu der Zeitschrift mit einer Selbstbeschreibung

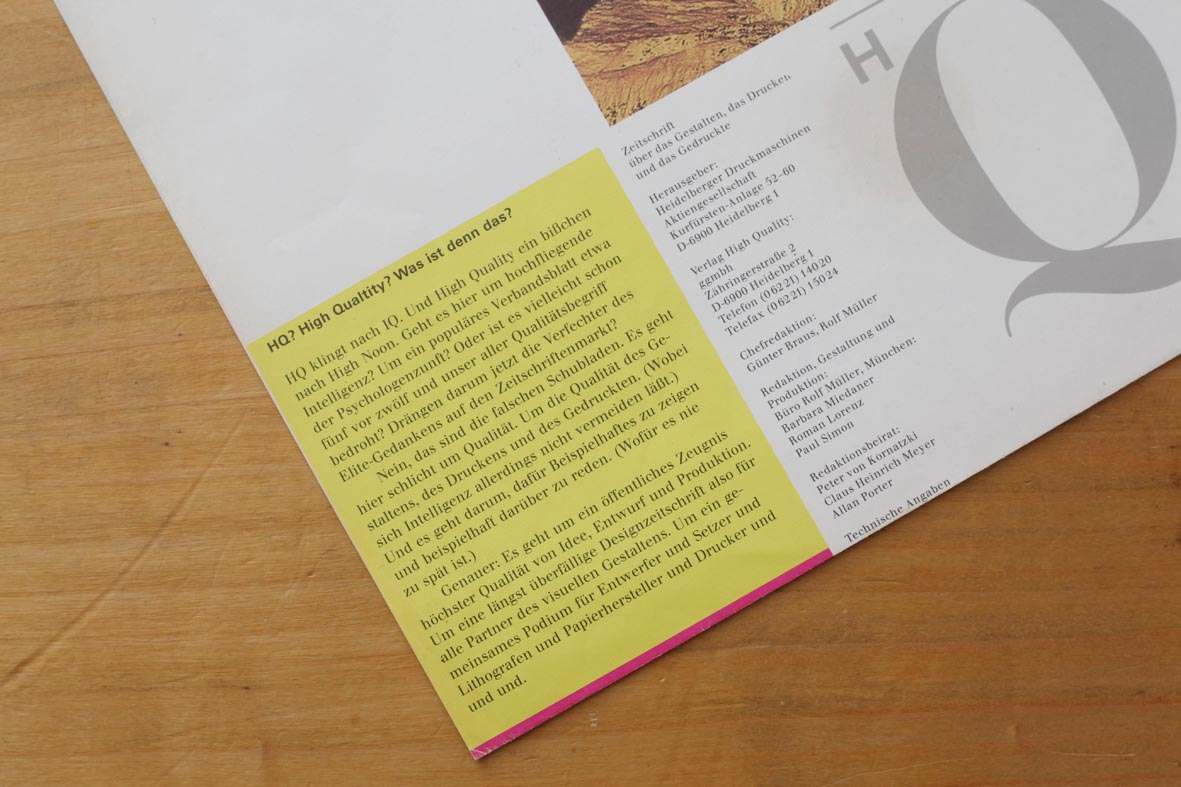
HQ. High Quality. Was ist denn das?
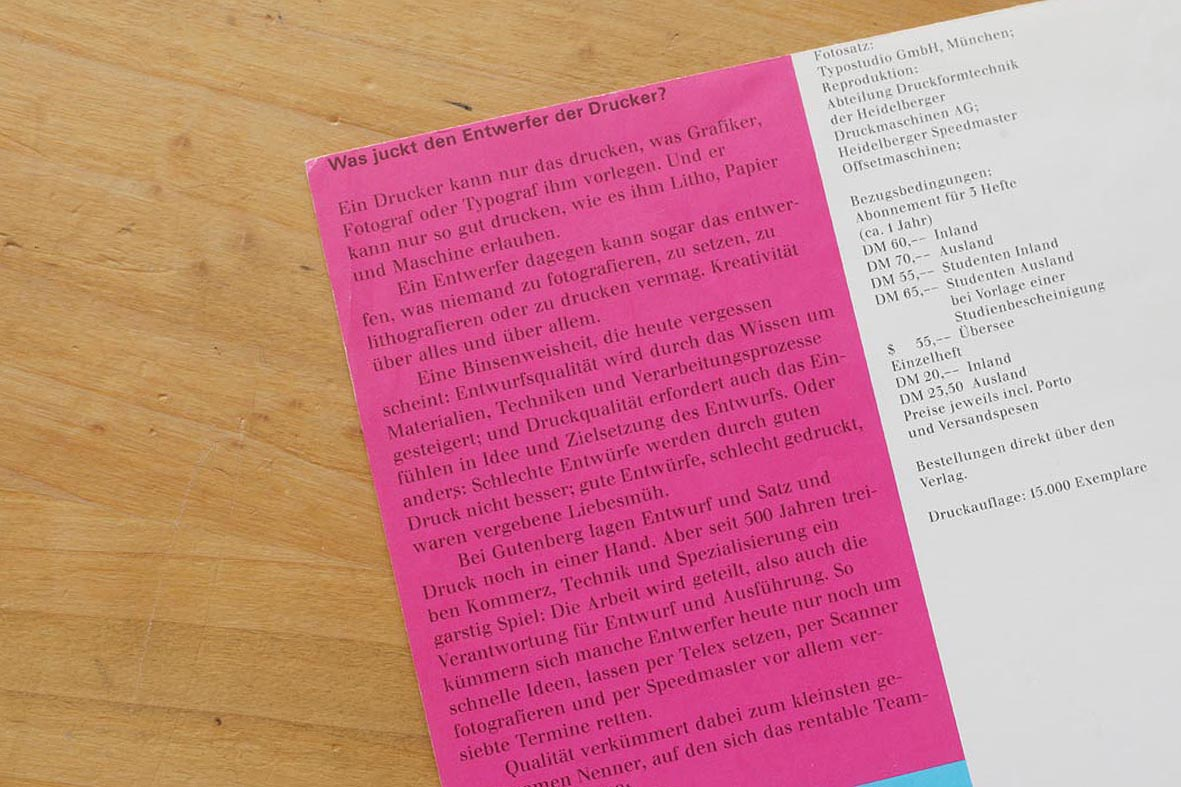
Was juckt den Entwerfer der Drucker?
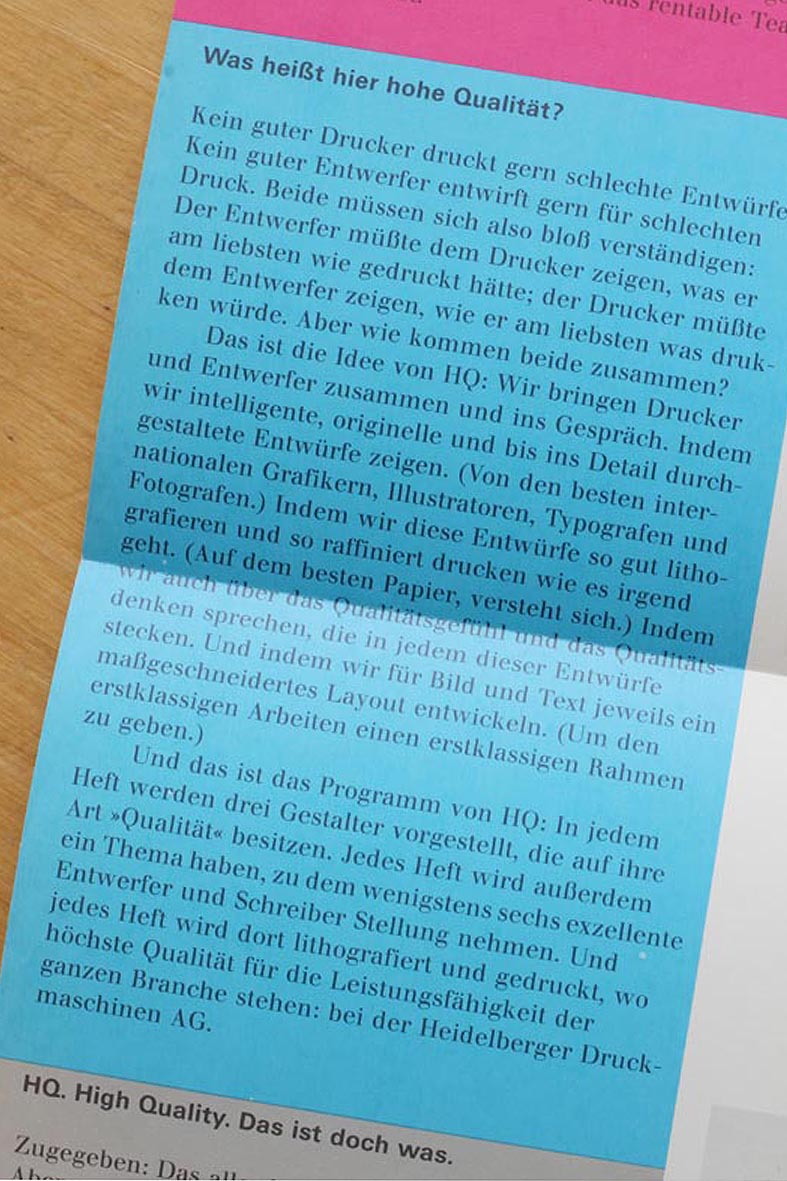
Was heißt hier hohe Qualität?
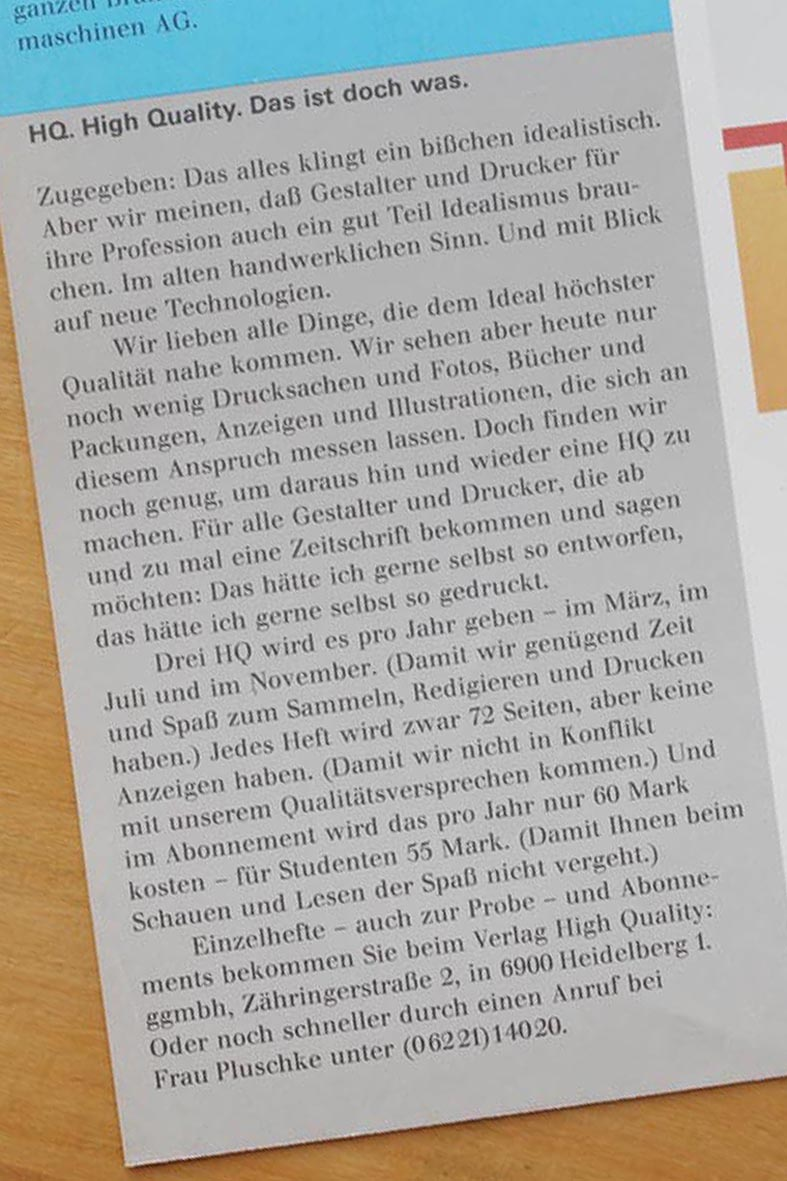
HQ. High Quality. Da ist doch was.

## Veröffentlichungen
- Jens Müller: Rolf Müller. Stories, Systems, Marks. Geschichten, Systeme, Zeichen. A5-Reihe Band 7, Lars Müller Publishers, Zürich 2014, ISBN 978-3-03778-414-3.